# Kareh
Kareh Khavoserre je bil morda tretji faraon kanaanske Štirinajste egipčanske dinastije, ki je v drugem vmesnem obdobju Egipta iz Avarisa vladal  v vzhodni Nilovi delti. Njegova vladavina je domnevno trajala okoli deset let od 1770 pr. n. št. do 1760 pr. n. št. ali morda kasneje okoli leta 1710 pr. n. št. Kareh bi lahko bil tudi vazal hiških kraljev iz Petnajste dinastije. Če je to res, bi spadal v Šestnajsto egipčansko dinastijo.
Ime Kareh je zahodnosemitsko in pomeni plešast. Dokazan je samo na treh kraljevih pečatih z njegovim imenom. Njegovo poreklo je znano samo z enega pečata z napisom Jeriha v Kanaanu. Karehovo ime se je v preteklost napačno bralo kot Kar, Kur ali Kal.
Egiptolog Kim Ryholt pripisuje Karehu priimek Khavoserre, ki je dokazan samo na skarabejskih pečatih. Njegov kronološki položaj ni zanesljiv. Ryholt in Darrell Baker ga na osnovi pečatov štejeta  za tretjega kralja Štirinajste dinastije. Thomas Schneider in  Jürgen von Beckerath vidita v njem vladarja iz Šestnajste dinastije,,  James Peter Allen pa trdi, da je bil hiški vladar iz zgodnje Petnajste dinastije.